# Grote zandkool
De grote zandkool of wilde rucola (Diplotaxis tenuifolia) is een overblijvende plant die behoort tot de kruisbloemenfamilie (Cruciferae oftewel Brassicaceae). De plant komt van nature voor in het Middellandse Zeegebied en heeft zich vandaaruit verder naar het noorden uitgebreid. Het aantal chromosomen is 2n=22.
De plant wordt 30-80 cm hoog en heeft een sterk vertakte, met drie tot zes bladeren bedekte stengel. De onderzijde van de stengel is iets verhout. De onderste bladeren zijn veerspletig tot veerdelig en hebben langwerpige tot lijnvormige slippen. Bij het stukwrijven geven de bladeren een sterke, kruidige geur af.
De grote zandkool bloeit van juni tot de herfst met zwavelgele, geurende bloemen. De kroonbladen zijn 0,8-1,5 cm lang en de kelkbladen zijn 4-7 mm lang. De bloeiwijze is een tros.
De vrucht is een 2-4 cm lange en 2 mm dikke hauw met aan de top een 2 mm lange snavel en onderaan een 2-3 mm lang steeltje. De afstaande vruchtstelen zijn ongeveer even lang als de hauw. De 1-1,3 × 0,6-0,9 mm grote zaden zitten in twee rijen per hok in de hauw.

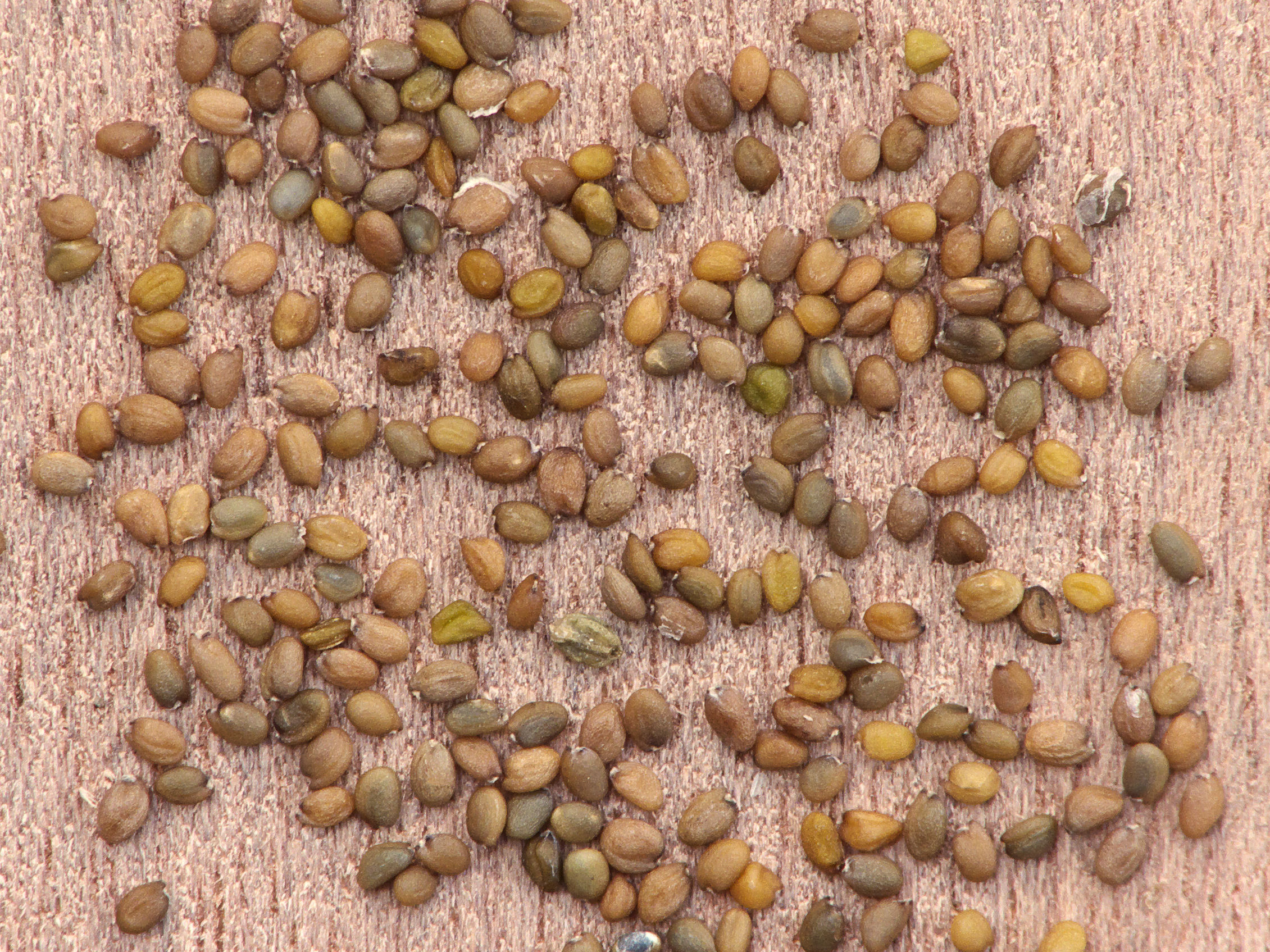
Zaden

De plant komt voor op droge, voedselrijke grond langs spoorwegen, in wegbermen, in het stedelijk gebied tussen stenen en in de duinen.

## Gebruik
De grote zandkool wordt evenals Eruca sativa onder de naam "(wilde) rucola" verhandeld. De jonge plantjes worden als smaakversterker gebruikt in sla en rauwkost. In de plant komen glucosiden zoals glucoerucine voor.

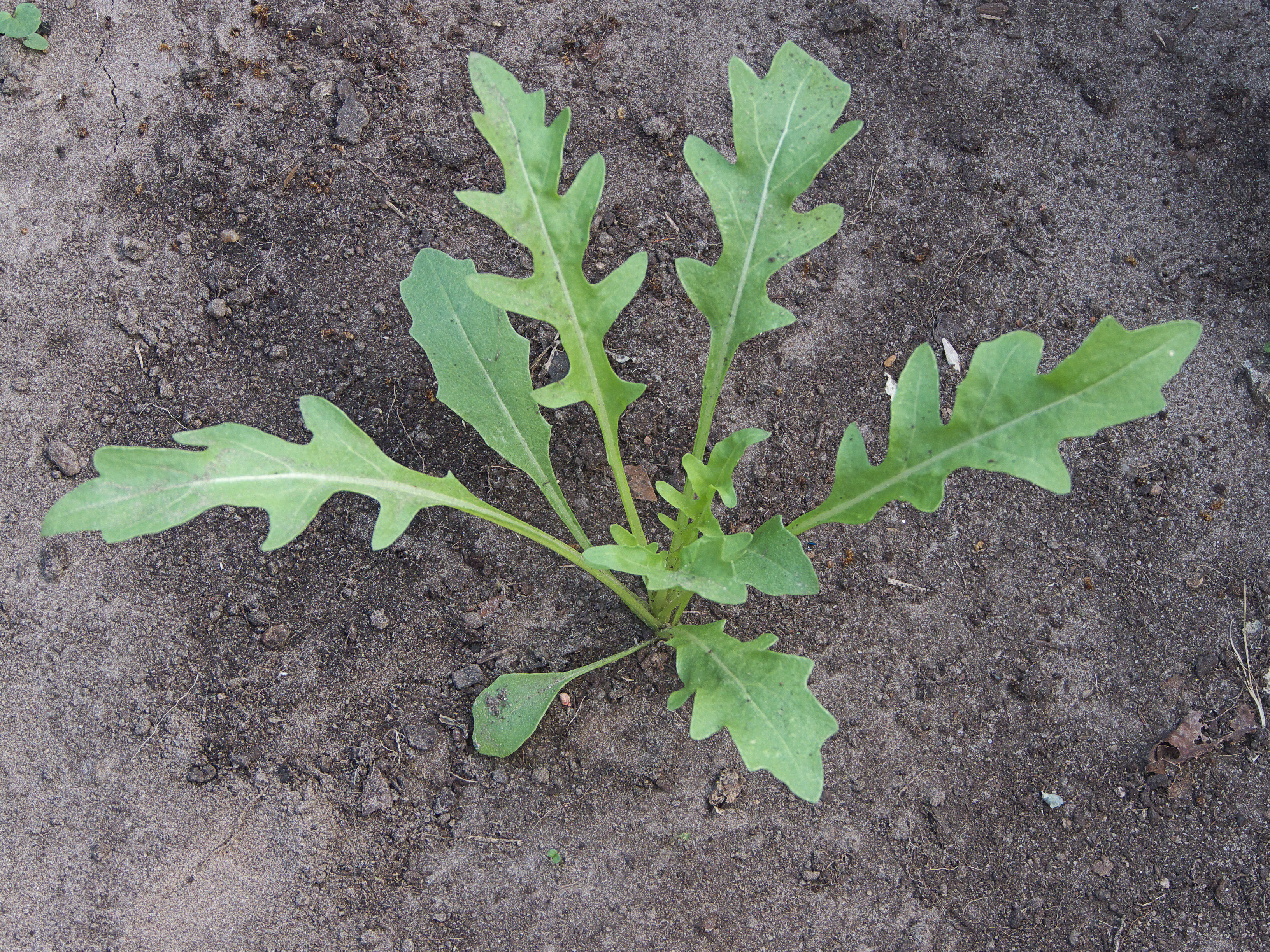
Jonge plant
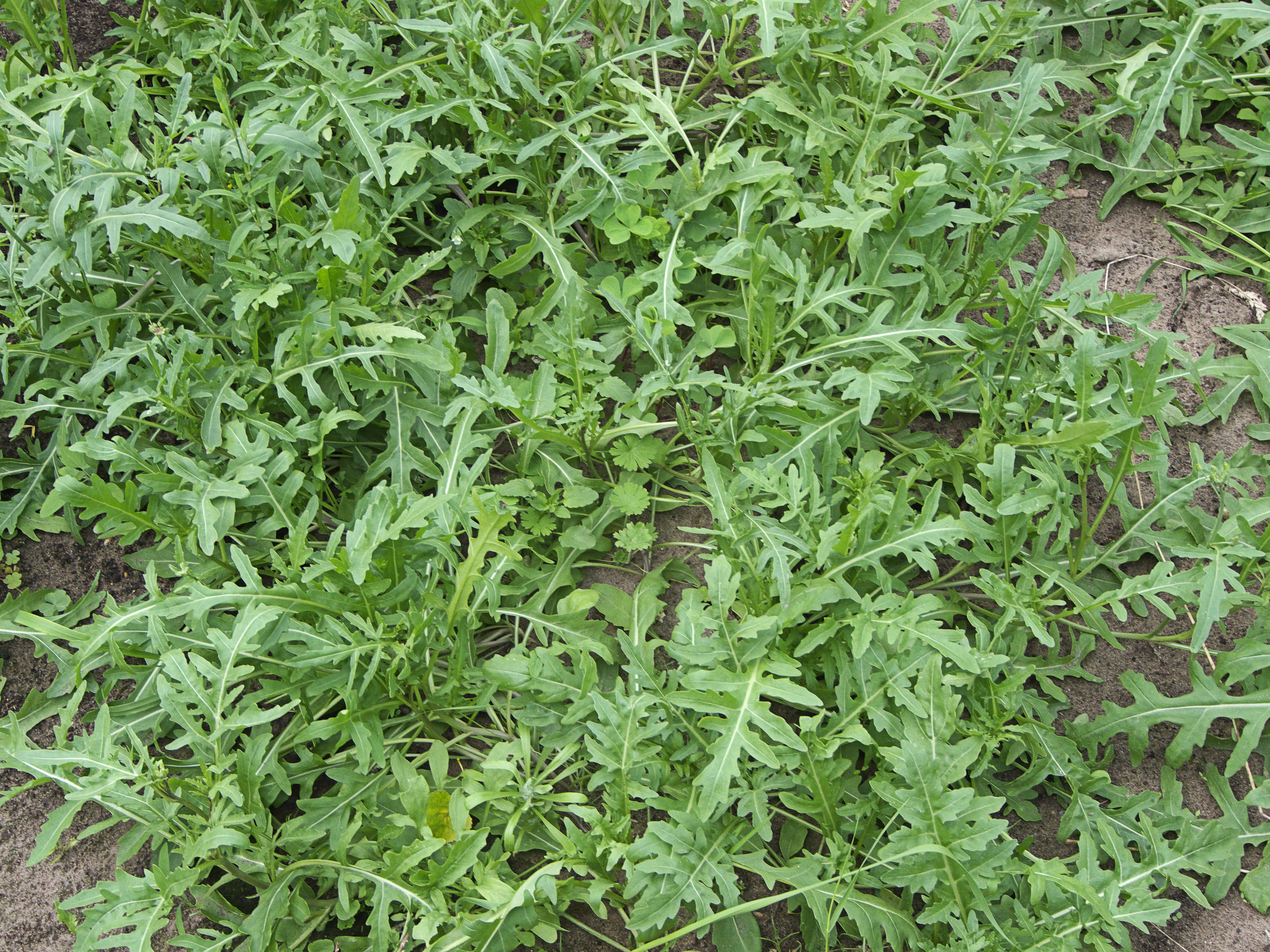
Oudere planten
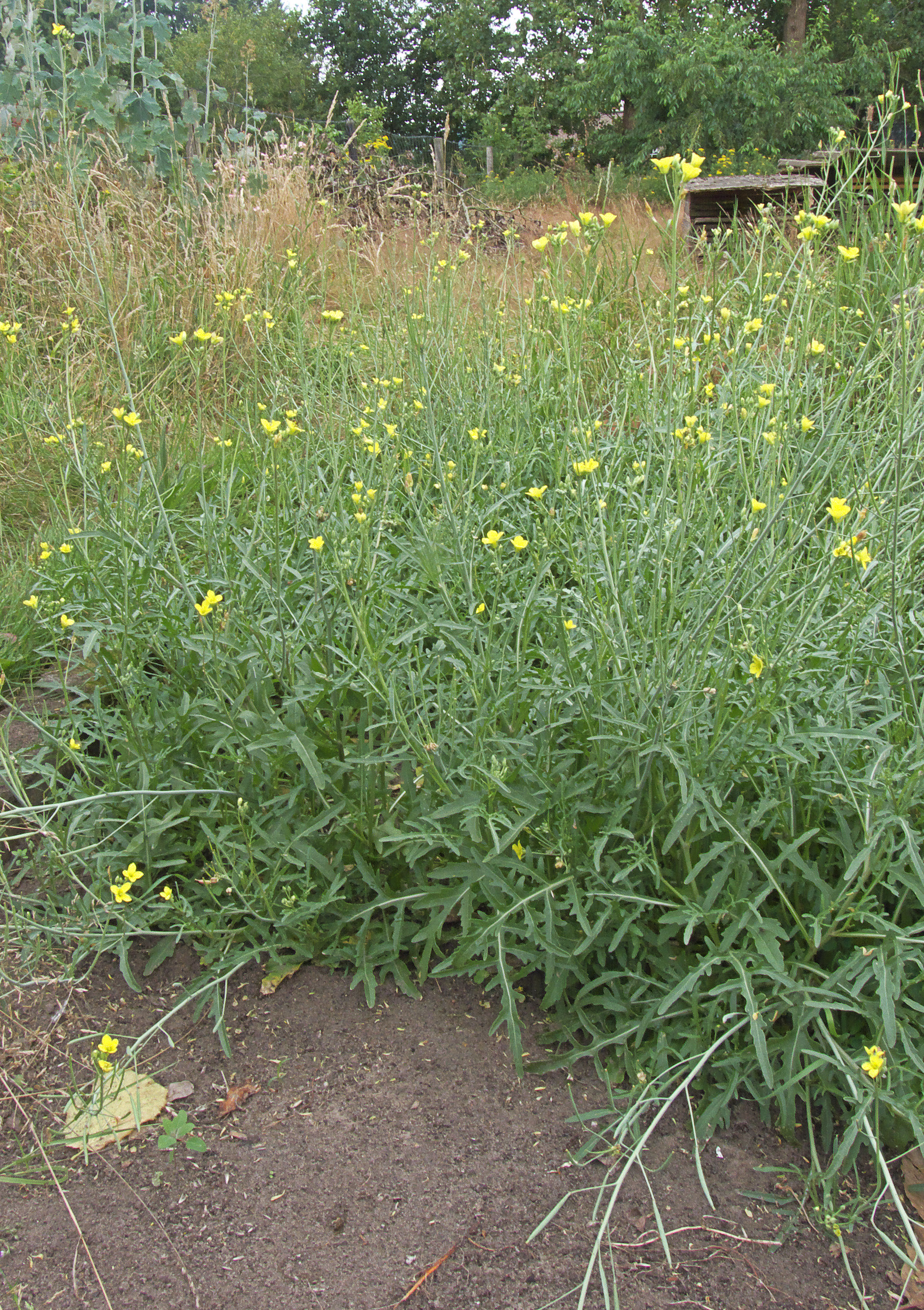
Bloeiende planten
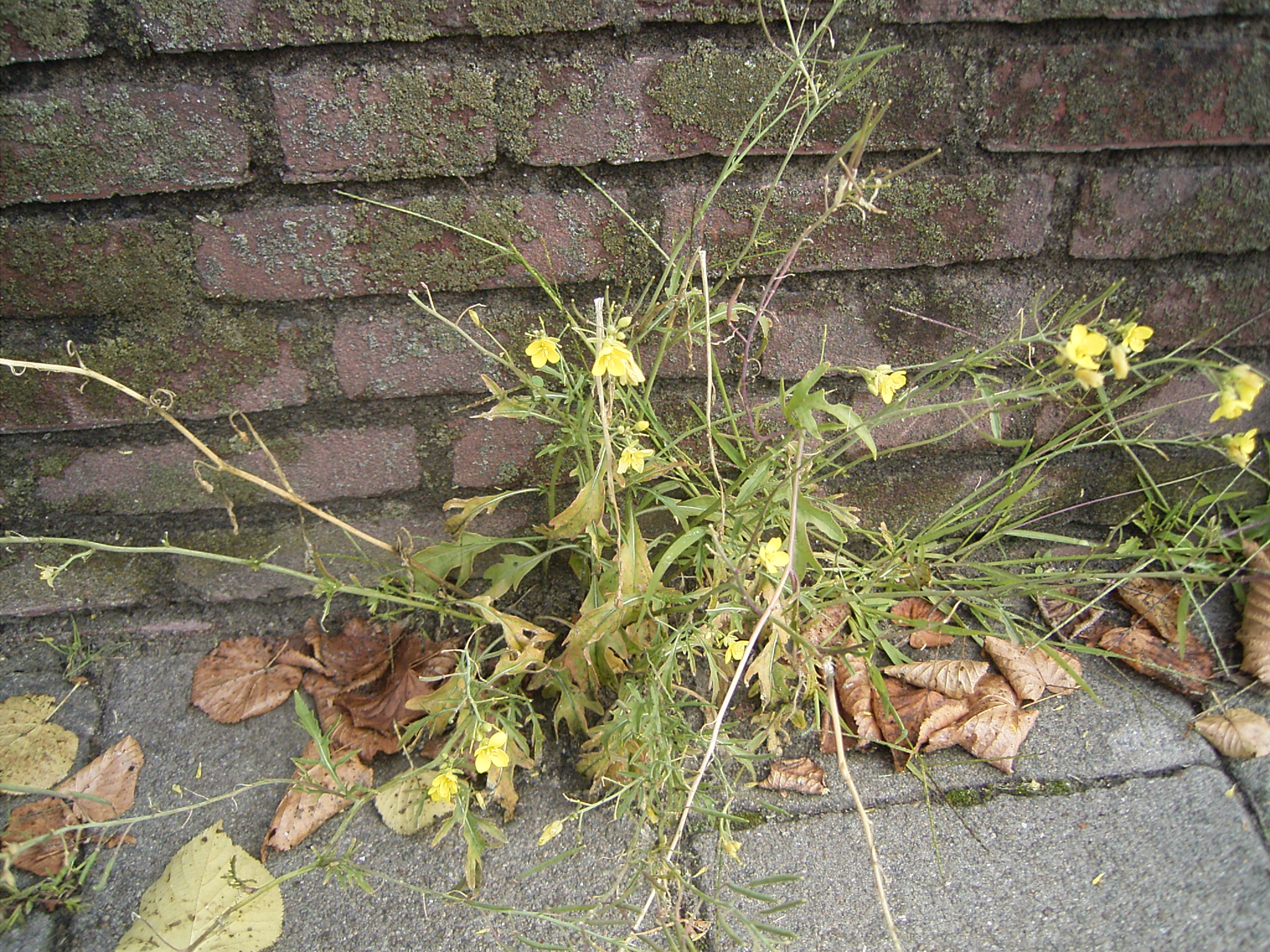
Bloeiende plant
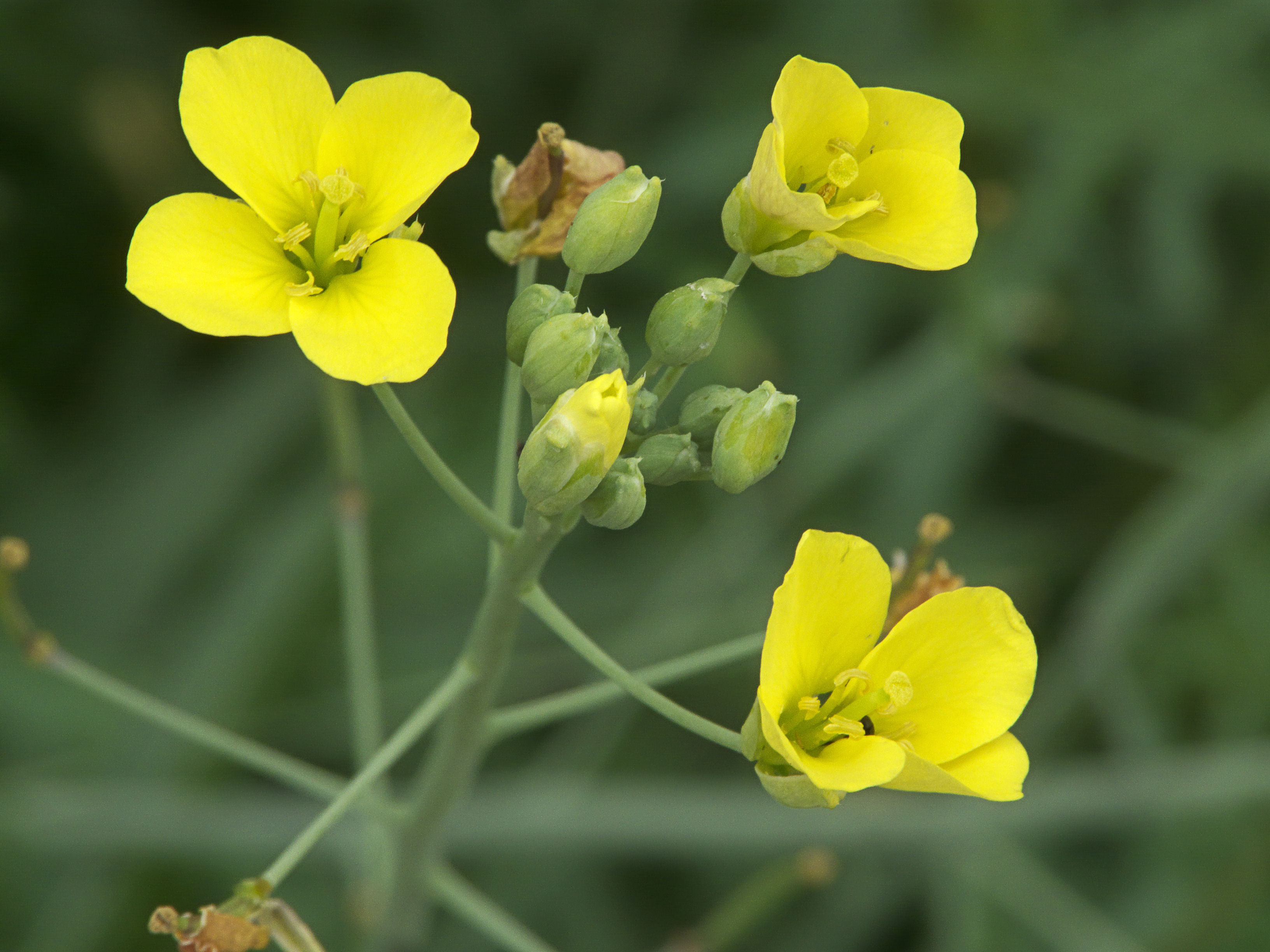
Bloeiwijze
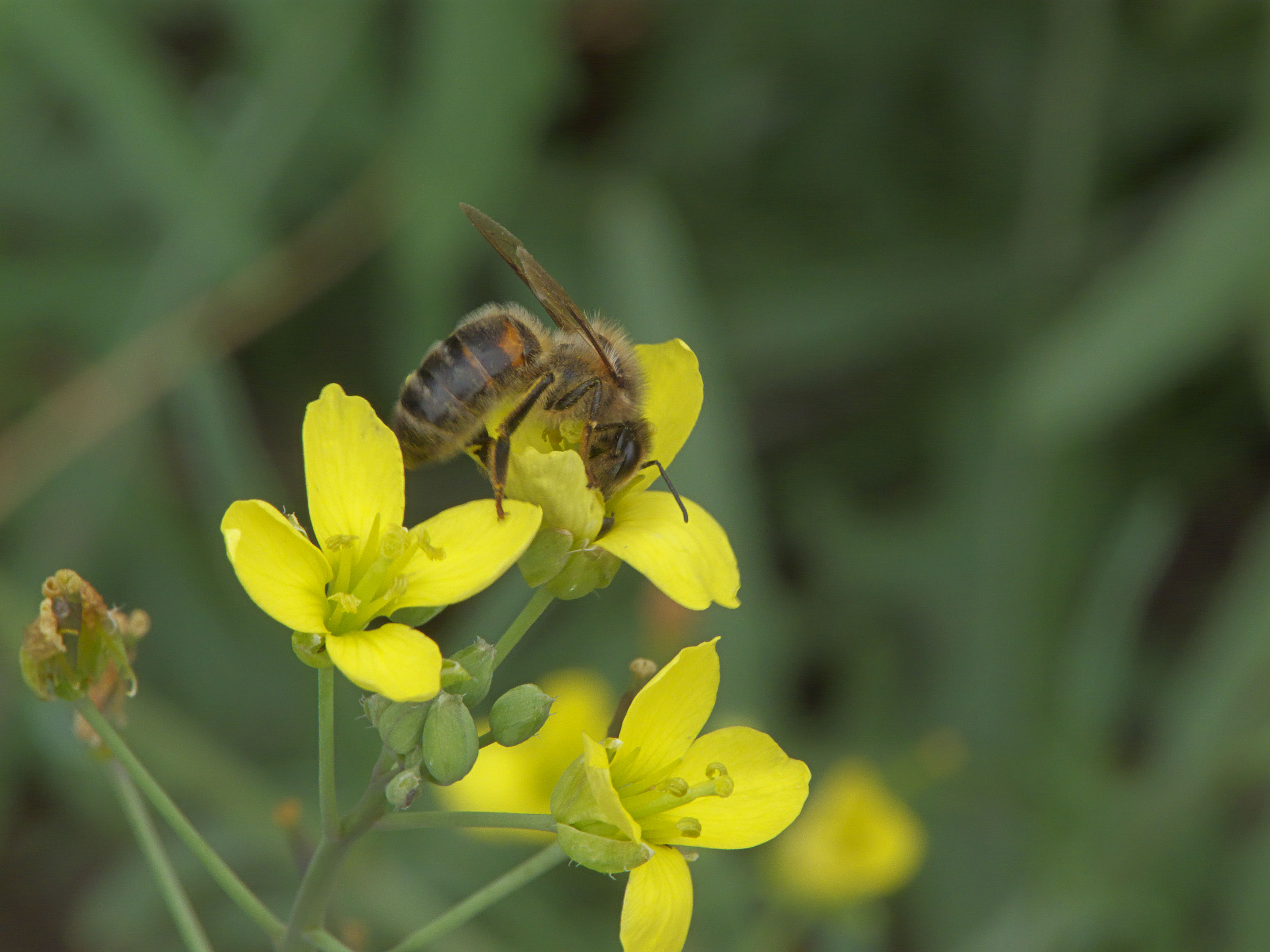
Bloeiwijze met honingbij
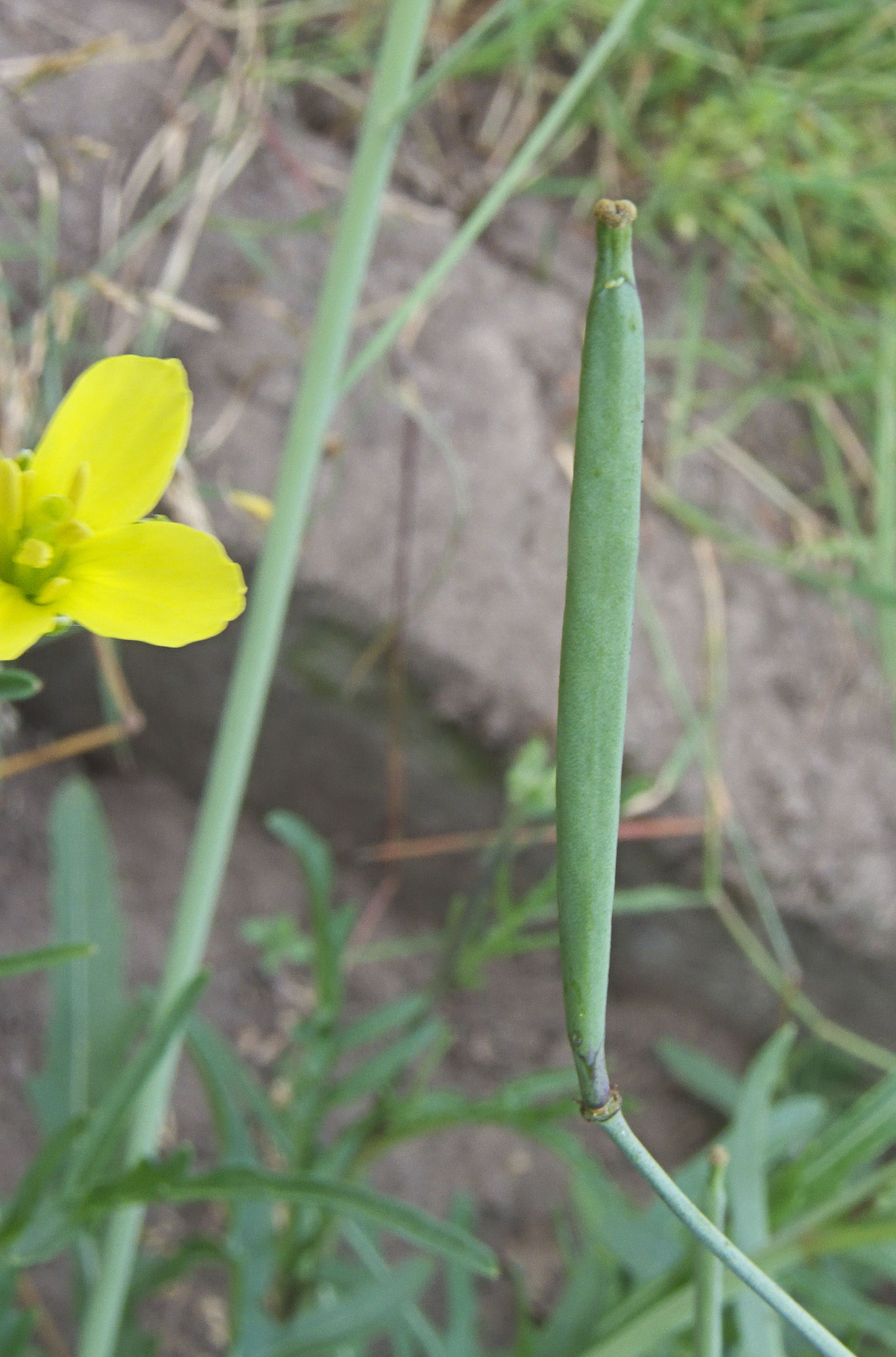
Hauw met snavel
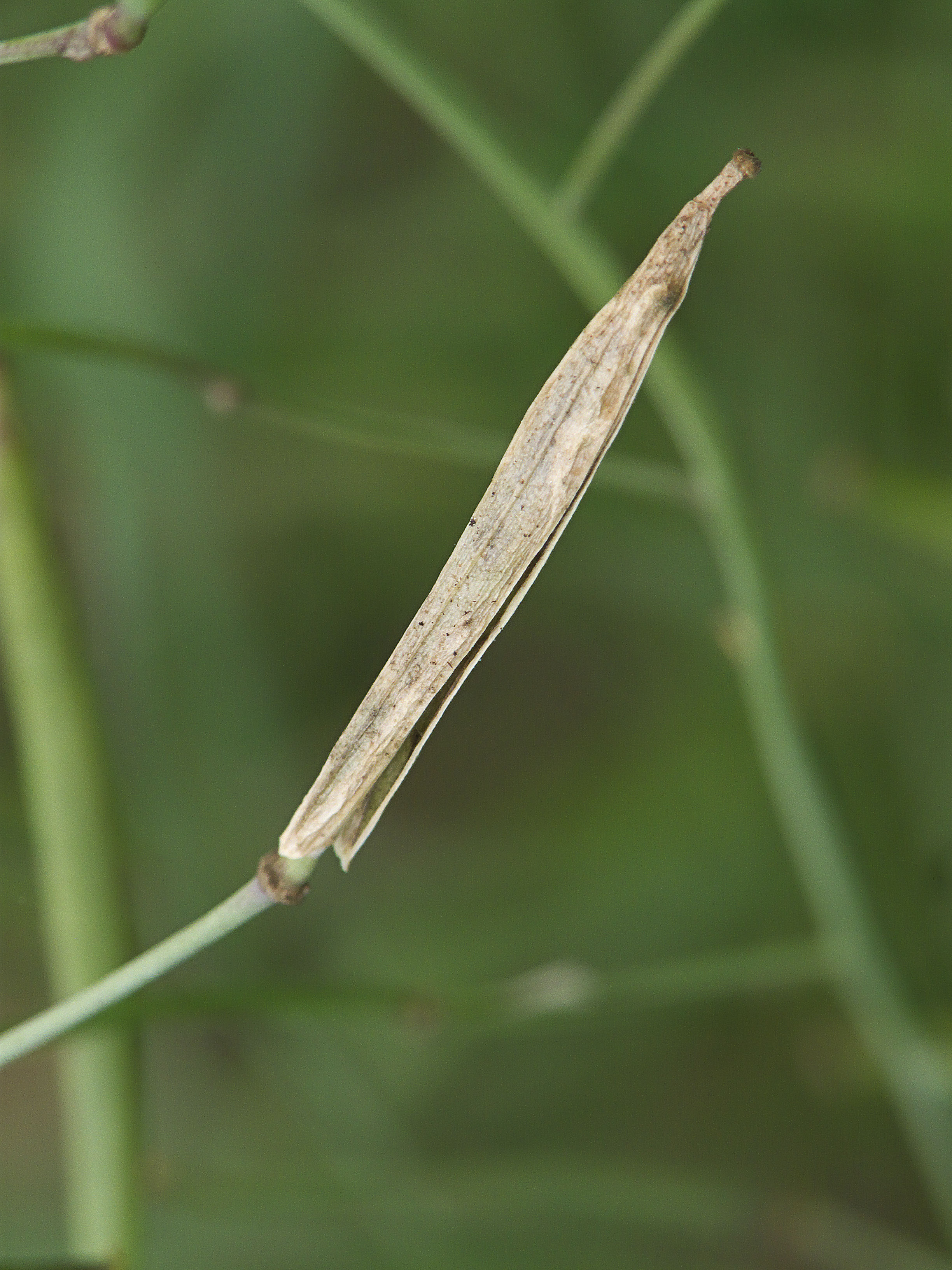
Rijpe hauw